# Syrianarpia kasyi
Syrianarpia kasyi är en fjärilsart som beskrevs av Pierre Leraut 1983. Syrianarpia kasyi ingår i släktet Syrianarpia och familjen Crambidae. Inga underarter finns listade i Catalogue of Life.